# Trieste Kelly Dunn
Pour les articles homonymes, voir Dunn.
Trieste Kelly Dunn, née le 14 janvier 1981 à Provo en Utah, États-Unis, est une actrice de cinéma et de télévision américaine.

## Biographie
Dunn a étudié le théâtre à la North Carolina School of Arts, où elle est apparue dans un certain nombre de films d'étudiants, y compris dans ceux de ses camarades et de futurs collaborateurs comme Zach Clark, Brett Haley, Aaron Katz ou Brendan McFadden.
La revue Filmmaker Magazine l'a nommée dans sa liste annuelle des 25 nouveaux visages du cinéma indépendant américain dans son Numéro d'été 2010, et le Los Angeles Times l'a présentée comme étoile montante sur la base de ses rôles dans les films indépendants Cold Weather et The New Year.

## Carrière
Personnage principal de la série télévisée Banshee dans le rôle de Siobhan Kelly entre 2013 et 2015, Dunn s'est fait connaître en 2008 grâce à la série La Loi de Canterbury où elle joue Molly McConnell, donnant alors la réplique à Julianna Margulies.
Ses rôles récents au cinéma ont reçu de bonnes critiques, notamment pour ses prestations dans les films Vol 93 (2006), Cold Weather (2010) ou Vacation! (2010).
Elle est également apparue dans la série Fringe en tant que Valerie Boone, la victime d'une expérience scientifique dans l'épisode Midnight (2009). Elle a également participé à la série Bored to Death sur HBO. En 2014, elle incarne l'agent du FBI Elizabeth Ferrell dans la série télévisée Believe.

## Filmographie

### Cinéma

#### Longs métrages
- 1993 : Strike a Pose de Dean Hamilton : un mannequin
- 1995 : Marriage de Scott Houle et Kazuhiro Ozawa : Miho (voix)
- 2002 : Random Shooting in L.A. de Jeffrey Delman : Terry
- 2004 : Mysterious Skin de Gregg Araki : Date in "Blood Prom" (non créditée)
- 2005 : Little Chicago de Richard Clabaugh : Kammy
- 2005 : Building Girl de Shari L. Carpenter : Liz
- 2006 : Vol 93 de Paul Greengrass : Deora Frances Bodley
- 2010 : Cold Weather d'Aaron Katz : Gail
- 2010 : The New Year de Brett Haley : Sunny
- 2010 : Vacation! de Zach Clark : Donna
- 2013 : Loves Her Gun de Geoff Marslett : Allie
- 2013 : Plato's Reality Machine de Myles Sorensen : Zoe
- 2015 : Applesauce d'Onur Tukel : Nicki
- 2021 : Sometime Other Than Now de Dylan McCormick : Audrey

#### Courts métrages
- 2003 : Birth of a Rebellion d'Allison Wilmarth
- 2003 : Mortuary Blues de Brendan McFadden : un corps
- 2003 : Champagne Society de Jonny Gillette : Michelle Bonaparte
- 2004 : The Tragedy of Glady de Karrie Crouse : Glady
- 2008 : Period Portrait de Nitzan Mager : Vera
- 2010 : A Night Out de Brett Haley

### Télévision

#### Séries télévisées
- 2006 : New York, unité spéciale : Gloria Kulhane (saison 7, épisode 17)
- 2008 : La Loi de Canterbury (Canterbury's Law) : Molly McConnell
- 2009 : Fringe : Valerie Boone
- 2009 : Cupid : Sonja
- 2009 : Bored to Death : Sophia
- 2011 : Brothers and Sisters : Lori Lynn
- 2011 : Million Dollar Mind Game : Video Question Talent
- 2012 : Futurestates : Ester
- 2013 : Golden Boy : Margot Dixon
- 2013-2015 : Banshee : Shérif-adjoint Siobhan Kelly
- 2014 : Believe : Agent Elizabeth Ferrell (6 épisodes)
- 2015 : The Good Wife : Amanda Marcassin
- 2015-2016 : Blindspot : Allison Knight (10 épisodes)
- 2016 : Bull : Capitaine Taylor Mathison
- 2017 : Manhunt: Unabomber (mini-série) : Theresa Oakes

#### Téléfilms
- 2006 : What's Not to Love? : Rachel Schwartz
- 2008 : The Tower : Hollis Bourget
- 2011 : Le Fiancé aux deux visages : Trisha Leffler
- 2013 : And, We're Out of Time : Natalie